# Periquito-regente
O periquito-regente (Polytelis anthopeplus) é uma ave encontrada no sul da Austrália. Possui plumagem predominante amarela com cauda verde. Alimentasse de sementes compõem a maior parte de sua dieta.

## Taxonomia
Existem duas populações,  semelhantes, embora isoladas, dentro da faixa de distribuição de espécies do sul da Austrália. Estes são descritos como subespécies:

- Polytelis anthopeplus anthopeplus, sudoeste da Austrália
- Polytelis anthopeplus monarchoides Schodde, 1993. Sudeste da Austrália

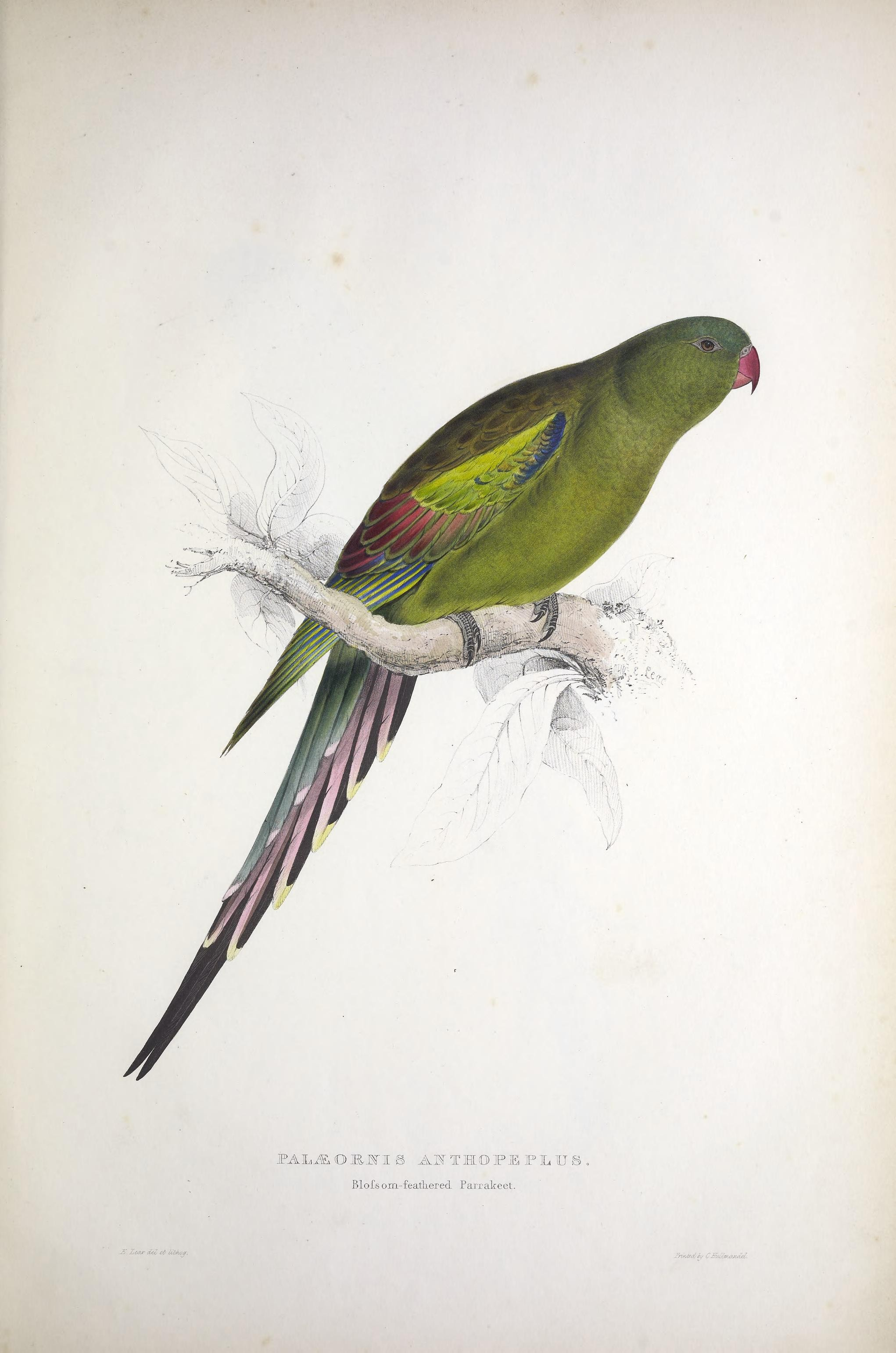
" Palæornis anthopeplus

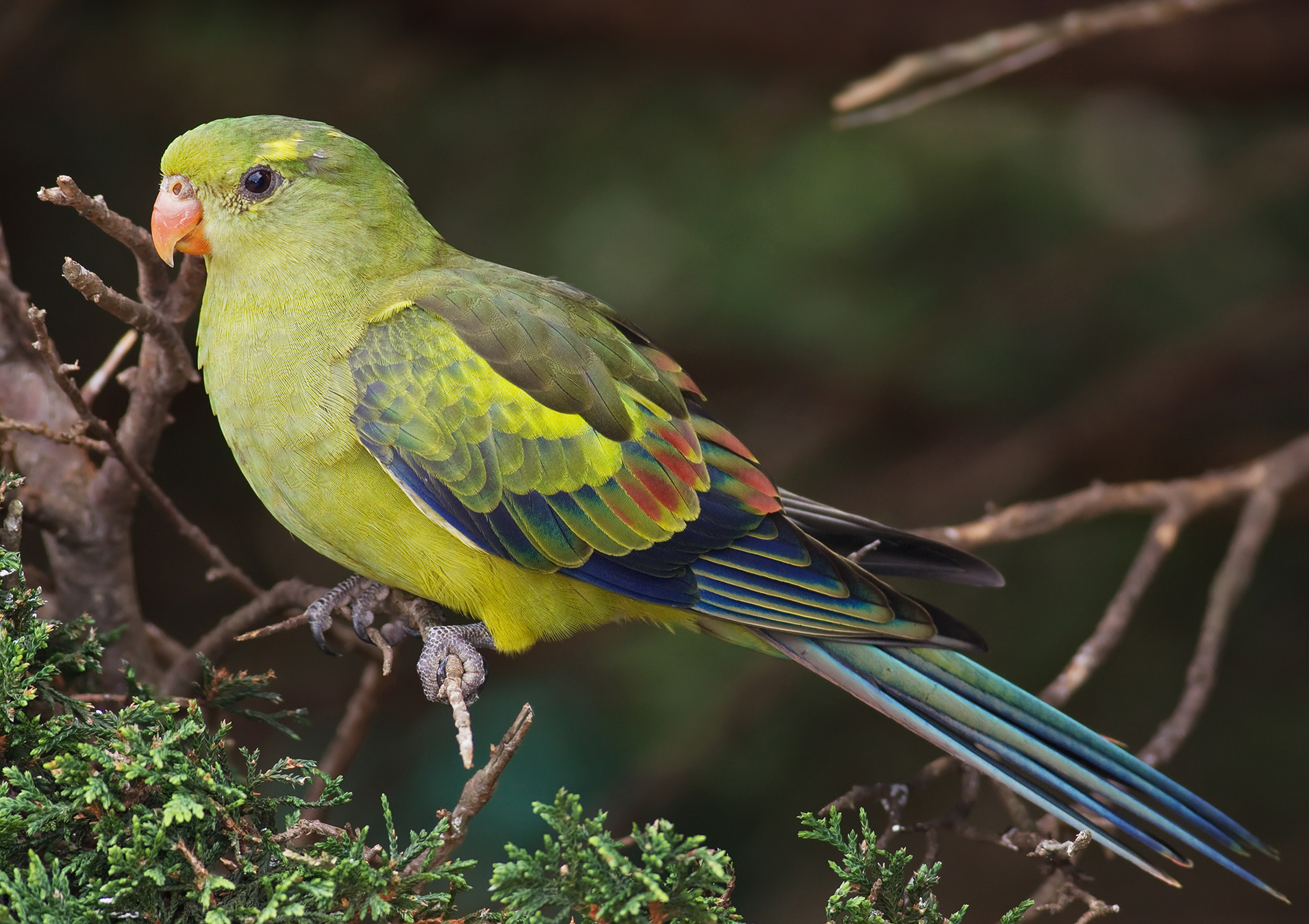
Juvenil em Walk-in Aviary, Canberra, Austrália

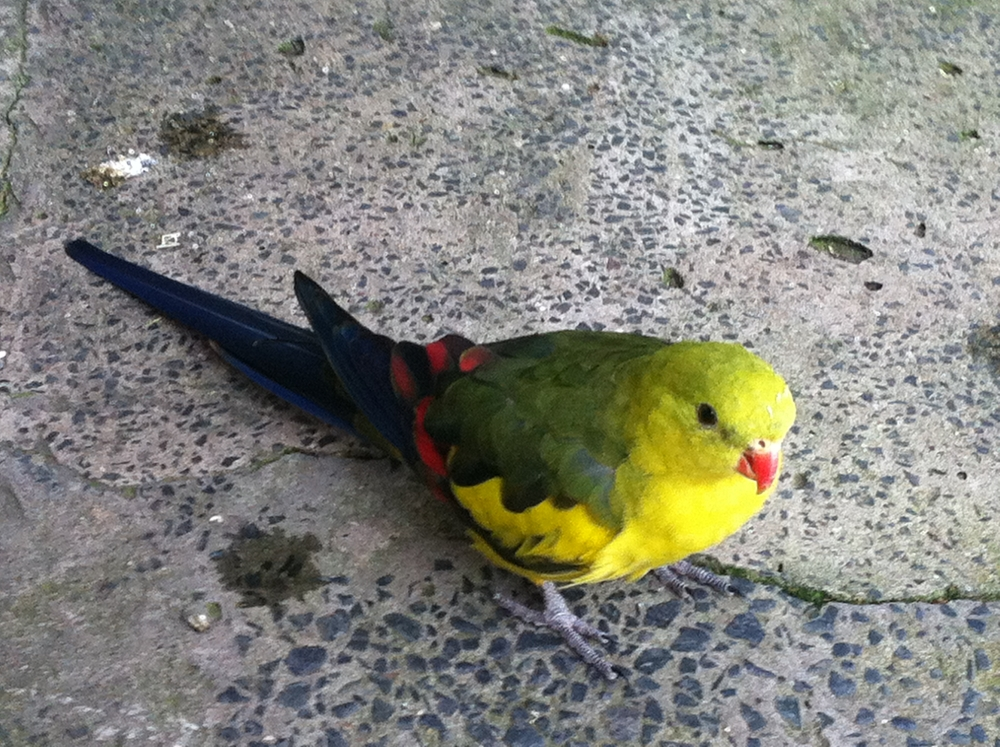
Macho no Symbio Wildlife Park, Austrália

## Conservação
Enquanto a subespécie ocidental ( P. anthopeplus anthopeplus ) é listada como "menor risco" ou "menor preocupação", a subespécie oriental ( P. anthopeplus monarchoides ) é listada como vulnerável sob o Australian Environment Protection and Biodiversity Conservation Act 1990. Um plano de recuperação para a subespécie foi publicado em 2011.  A ave é considerada uma praga agrícola na Austrália Ocidental.